# Salamandra
Salamandra (česky mlok) je rod obojživelníků z čeledi mlokovití (Salamandridae). Zástupci tohoto rodu žijí v Evropě, Severní Africe a na Blízkém východě, tvoří šest dobře vymezených druhů s konkrétními geografickými areály výskytu (s výjimkou mloka skvrnitého, který zřejmě po skončení poslední doby ledové rekolonizoval Evropu).

## Evoluce a biologie
První formy mloků se pravděpodobně vyvinuly v období střední jury (asi před 170 miliony let), jak ukazují například fosilní objevy z území Číny a Ruské federace.
Mnozí mloci mají prokazatelnou schopnost bioluminiscence (emitace elektromagnetického záření ze svého organismu). Přesný ekologický význam této schopnosti je ale zatím předmětem dohadů.

## Zástupci
- Salamandra algira – mlok alžírský
- Salamandra atra – mlok černý
- Salamandra corsica – mlok korsický
- Salamandra infraimmaculata – mlok levantský
- Salamandra lanzai
- Salamandra salamandra – mlok skvrnitý